# Programa de Desarrollo de las Ciencias Básicas
El Programa de Desarrollo de las Ciencias Básicas (PEDECIBA) fue creado en Uruguay en octubre de 1986 por un convenio entre el Poder Ejecutivo, representado por el Ministerio de Educación y Cultura de Uruguay, la Universidad de la República y con la activa participación del Programa de las Naciones Unidas para el Desarrollo (PNUD). Entre 1993 y 1997 el CONICYT colaboró en la administración de fondos del préstamo CONICYT-BID para ciencia y tecnología. La ley de presupuesto nacional de 1995 estableció al PEDECIBA como programa permanente.
El programa surgió con el advenimiento de la democracia en el Uruguay, siendo uno de sus objetivos primordiales la repatriación de científicos y la organización en el país de los posgrados en ciencias.

## Objetivos
Los objetivos centrales son:
Crear y mantener una plataforma científica capaz de apoyar el desarrollo de las Ciencias Básicas y el desarrollo tecnológico.
Sustentar la formación de profesionales de alto nivel en las diversas disciplinas científico-técnicas.
Participar activamente en la consolidación de la trama científica y cultural del Uruguay.
Los objetivos mencionados se orientan en dos direcciones:
La creación de un sistema interdisciplinario de alto nivel, estable y permanente, que apoye y fomente la investigación científica.
La formación de recursos humanos en las disciplinas científicas básicas, capaces de insertarse en la comunidad académica y en el sector productivo, público y privado.

## Áreas
El PEDECIBA se organiza y centra su acción en seis áreas de conocimiento: Biología, Física, Geociencias, Informática, Matemática y Química. También incorpora a su estructura Maestrías interdisciplinarias como la Maestría en Bioinformática

## Directores
La máxima autoridad del PEDECIBA es su Director Académico. Ocuparon este cargo quienes se indican en el siguiente cuadro.
| Directores                                  |
| ------------------------------------------- |
| Roberto Caldeyro Barcia (10/1986 - 10/1996) |
| Enrique Cabaña (10/1997 - 01/2001)          |
| Rodolfo Gambini (02/2001 - 02/2008)         |
| Enrique Lessa (02/2008 - 04/2012)           |
| Álvaro Mombrú (04/2012 - 09/2018)           |
| Beatriz Garat (09/2018 - 9/2019)            |
| David Gonzalez Berrutti (0/2019 - presente) |